# Píritu (Falcón)
Pour les articles homonymes, voir Píritu.
Píritu est une ville de l'État de Falcón au Venezuela, capitale de la paroisse civile de Píritu et chef-lieu de la municipalité de Píritu. En 2000, sa population est estimée à 4 279 habitants[réf. nécessaire].

## Sources
- (es) Cet article est partiellement ou en totalité issu de l’article de Wikipédia en espagnol intitulé « Píritu (Falcón) » (voir la liste des auteurs).